# Anne Wilson Schaef
Anne Wilson Schaef (* 1934; † 19. Januar 2020 in Arkansas) war eine US-amerikanische Frauenrechtlerin und Psychotherapeutin.

## Leben
In ihrem ersten Buch Weibliche Wirklichkeit. Frauen in der Männerwelt. stellte Schaef die westliche Gesellschaft als von einem Männlichen System (im Original als White male system bezeichnet) geprägt dar, dem ein Reaktives Weibliches System gegenübersteht. Sie stellte die Thesen auf, dass dieses System auf Mythen beruhe. Als Alternative forderte sie eine Stärkung des Aktiven Weiblichen Systems.
Schwerpunktmäßig beschäftigte sich Schaef mit dem Thema Sucht. Der Begriff Sucht wird dabei sehr weit gefasst als „Suchtprozess“ (siehe: Co-Abhängigkeit.  Die Sucht hinter der Sucht, 19. Auflage München 2014, S. 32 ff) und zwanghafte Verhaltensweisen und auch Arbeitssucht, und Formen der Co-Abhängigkeit (ebda. S. 53 ff)  wie Sucht nach Nähe, Beziehungsabhängigkeit und Sexsucht werden in ihren Büchern thematisiert. In Im Zeitalter der Sucht setzt sie das Männliche System und das Reaktive weibliche System mit dem von ihr dargestellten Suchtsystem gleich. Während sie in Weibliche Wirklichkeit noch eine gleichberechtigte Stellung von Männlichem System und Aktivem Weiblichen System anstrebte, bezeichnet sie nun das Männliche System und das Reaktive weibliche System als lebensfeindlich. Dabei seien die Systeme tatsächlich nicht streng geschlechtsgebunden, viele Frauen seien Verfechter des Männlichen Systems und auch manche Männer leben nach dem Weiblichen System. Von den Bezeichnungen Weibliches und Männliches System rückt sie in diesem Buch daher zugunsten der geschlechtsneutralen Bezeichnungsweise Suchtsystem ab. In Im Zeitalter der Sucht wird auch die westliche Gesellschaft als Ganzes als Suchtsystem dargestellt, bzw. in „Co-Abhängigkeit. Die Sucht hinter der Sucht“ Zusammenhänge der westlichen Kultur mit ihr immanenten Suchtprozessen veranschaulicht (vgl.: Co-Abhängigkeit, München 2014, S. 80 ff).
Schaef war Mitbegründerin des Woman’s Institute of Alternative Psychotherapy.
Am 19. Januar 2020 starb Schaef im Alter von 85 Jahren in ihrem Haus in Arkansas.

## Veröffentlichungen auf Deutsch
- Weibliche Wirklichkeit. Frauen in der Männerwelt. (ISBN 3-453-05356-7) (1985)
- Co - Abhängigkeit. Nicht erkannt und falsch behandelt (1986) (ISBN 3-925269-01-0)
- Im Zeitalter der Sucht. Wege aus der Abhängigkeit. (engl.: When Society becomes an Addict) (engl. 1987, dt. 1989) (ISBN 3-423-35022-9)
- Die Flucht vor der Nähe. Warum Liebe, die süchtig macht, keine Liebe ist. (dt. 1990) (ISBN 3-423-35054-7)
- Nimm dir Zeit für dich selbst. Tägliche Meditationen für Frauen, die zuviel arbeiten (dt. 1992) (ISBN 3-453-05561-6)
- Jeden Tag ein bisschen Zeit für mich (dt. 1992) (ISBN 3-426-87200-5)
- Mein Weg zur Heilung. Ganzheitliche Lebenshilfe in der Praxis (dt. 1993) (ISBN 3-455-08529-6)
- Suchtsystem Arbeitsplatz (dt. 1994, mit Diane Fassel) (ISBN 3-423-35080-6)
- Co-Abhängigkeit. Die Sucht hinter der Sucht (dt. 1995) (ISBN 3-453-09539-1)
- Botschaften der Urvölker. Texte zur täglichen Besinnung (dt. 1996) (ISBN 3-9802064-9-1)
- Denk dich frei! (dt. 1998) (ISBN 3-453-12931-8)
- Leben im Prozess. Wahrheiten den Weg der Seele zu leben (dt. 2004) (ISBN 3-9809719-0-2)
- Ein neues Paradigma leben (dt. 2019) (ISBN 978-3-9809719-5-9)